# シカゴ・トゥナイト
『シカゴ・トゥナイト（Chicago Tonight）』は、アメリカ・イリノイ州シカゴの公共放送サービス（PBS）メンバー局・WTTWで平日夜に放送されるテレビニュース番組。主に地元の政治、教育、ビジネス、文化、科学、医療についてリポートし、スタジオでのパネルディスカッション、1対1のインタビュー、短いドキュメンタリースタイルのパッケージを組み合わせている。同社のウェブサイトでは、スタッフのリポーターによる追加のニュース記事や特集を公開している。
1984年4月24日に放送を開始し、シカゴの人気放送ジャーナリストであるジョン・キャラウェイ (ジャーナリスト)が15年間ホストを務め、2009年に亡くなるまで番組に貢献し続けた。

## 出演者
- パリス・シュッツ（Paris Schutz） - ホスト
- ブランディス・フリードマン（Brandis Friedman） - ホスト
- フィル・ポンセ（英語版） - ホスト
- キャロル・マリン（英語版） - 寄稿者